# Peter Untersteiner
Peter Untersteiner, född 12 december 1960 i Feldkirchen i Österrike, är en svensk travtränare och travkusk.
Han har sin bas, Stall Untersteiner, på hästgården Holm i Halmstad, där han sedan 2022 driver sin verksamhet ihop med sonen Johan Untersteiner. Han har tränat hästar som Carabinieri, Dreams Take Time, Poet Broline, Generaal Bianco och Heart of Steel. Han har även gjort sig känd som catch driver bakom hästar som B.B.S.Sugarlight och Harry Haythrow.

## Biografi
Peter Untersteiner flyttade med sin far från Österrike till Halmstad i Sverige vid fem års ålder. I Halmstad växte han upp på godset Sperlingsholm, där hans far arbetade som chaufför och gårdskarl åt ägarna.
Untersteiner blev professionell travtränare vid Halmstadtravet 1987.
Vid Hästgalan den 10 februari 2017 utsågs Untersteiner till "Årets Tränare" för sina framgångar under säsongen 2016. Under 2016 vann han även ligan över Sveriges vinstrikaste träningsstall med totalt 28,4 miljoner kronor inkört under året.
Den 18 april 2018 tog han sin 3 000:e kuskseger i karriären. Ett par månader senare, den 6 juni 2018 på Kalmartravet, tog han sin 3 000:e seger som tränare. Untersteiner blev därmed den sjunde svenske travtränaren genom tiderna att passera 3 000 segrar. Tränare som tidigare hade lyckats med bedriften att ta minst 3 000 segrar är Stig H. Johansson, Olle Goop, Åke Svanstedt, Jim Frick, Robert Bergh och Kari Lähdekorpi.
I början av 2022 slog han ihop sin tränarrörelse med sonen Johan (ett så kallat popstall). Johan Untersteiner står som tränare på alla hästar, men Peter och Johan tränar alla hästar tillsammans.

## Segrar i större lopp

### Grupp 1-lopp
| År   | Lopp                          | Häst              | Kusk               | Tränare             |
| ---- | ----------------------------- | ----------------- | ------------------ | ------------------- |
| 2011 | E3-final (korta), ston        | Meramaid Ås       | Johan Untersteiner | Peter Untersteiner  |
| 2013 | Breeders' Crown, 4-åriga ston | Youana            | Peter Untersteiner | Catharina Johansson |
| 2014 | Stochampionatet               | Neona Princess    | Johan Untersteiner | Peter Untersteiner  |
| 2014 | Derbystoet                    | Neona Princess    | Peter Untersteiner | Peter Untersteiner  |
| 2014 | Svenskt Trav-Kriterium        | Je t'Aime Express | Peter Untersteiner | Peter Untersteiner  |
| 2015 | Olympiatravet                 | B.B.S.Sugarlight  | Peter Untersteiner | Fredrik Solberg     |
| 2015 | Oslo Grand Prix               | B.B.S.Sugarlight  | Peter Untersteiner | Fredrik Solberg     |
| 2015 | Danskt Stoderby               | Ultimate Wine     | Johan Untersteiner | Peter Untersteiner  |
| 2015 | E3-final (långa), h/v         | Poet Broline      | Peter Untersteiner | Peter Untersteiner  |
| 2016 | Konung Gustaf V:s Pokal       | Poet Broline      | Peter Untersteiner | Peter Untersteiner  |
| 2016 | Derbystoet                    | Ortobanda         | Peter Untersteiner | Peter Untersteiner  |
| 2016 | Gran Premio Continentale      | Poet Broline      | Johan Untersteiner | Peter Untersteiner  |
| 2017 | Kymi Grand Prix               | Carabinieri       | Johan Untersteiner | Peter Untersteiner  |
| 2020 | Copenhagen Cup                | Heart of Steel    | Peter Untersteiner | Peter Untersteiner  |

## Tränarstatistik
Senast uppdaterad 15 november 2019.
| År   | Starter | 1:a | 2:a | 3:a | Segerprocent | Inkörda pengar |
| ---- | ------- | --- | --- | --- | ------------ | -------------- |
| 2019 | 977     | 181 | 121 | 128 | 19 %         | 21 055 261 kr  |
| 2018 | 1 265   | 248 | 170 | 162 | 20 %         | 32 560 247 kr  |
| 2017 | 1 090   | 211 | 160 | 125 | 19 %         | 23 015 855 kr  |
| 2016 | 1 323   | 234 | 195 | 150 | 18 %         | 28 437 281 kr  |
| 2015 | 1 256   | 228 | 180 | 158 | 18 %         | 22 756 479 kr  |